# Whitehall (Ohio)
Whitehall es una ciudad ubicada en el condado de Franklin en el estado estadounidense de Ohio. En el Censo de 2010 tenía una población de 18062 habitantes y una densidad poblacional de 1.319,54 personas por km².

## Geografía
Whitehall se encuentra ubicada en las coordenadas 39°58′8″N 82°53′2″O / 39.96889, -82.88389. Según la Oficina del Censo de los Estados Unidos, Whitehall tiene una superficie total de 13.69 km², de la cual 13.62 km² corresponden a tierra firme y (0.53%) 0.07 km² es agua.

## Demografía
Según el censo de 2010, había 18062 personas residiendo en Whitehall. La densidad de población era de 1.319,54 hab./km². De los 18062 habitantes, Whitehall estaba compuesto por el 58.76% blancos, el 29.28% eran afroamericanos, el 0.48% eran amerindios, el 1.49% eran asiáticos, el 0.04% eran isleños del Pacífico, el 5.5% eran de otras razas y el 4.43% pertenecían a dos o más razas. Del total de la población el 9.88% eran hispanos o latinos de cualquier raza.